# 30e division d'infanterie (Allemagne)
Pour les articles homonymes, voir 30e division d'infanterie.
La  30e division d'infanterie (en allemand : 30. Infanterie-Division) est une des divisions d'infanterie de l'armée allemande (Wehrmacht) durant la Seconde Guerre mondiale.

## Création et différentes dénominations
La 30. Infanterie-Division est formée le 1er octobre 1936 à Lübeck dans le Wehrkreis X.
Elle est mobilisée en août 1939 en tant qu'élément de la 1. Welle (1re vague).
Elle fut célèbre en étant la division défilant devant les champs Elysées le long de l'Avenue Foch en Juin 1940.*

## Organisation

### Commandants successifs
| Date                               | Grade                  | Commandant                   |
| ---------------------------------- | ---------------------- | ---------------------------- |
| 1er octobre 1936 - 4 février 1938  | Generalleutnant        | Carl-Heinrich von Stülpnagel |
| 4 février 1938 - 1er juillet 1939  | Generalmajor           | Kurt von Briesen             |
| 1er juillet 1939 - 19 juillet 1939 | Generalleutnant        | Franz Böhme                  |
| 19 juillet 1939 - 25 novembre 1941 | General der Infanterie | Kurt von Briesen             |
| Novembre 1940 - 5 janvier 1941     | Generalmajor           | Walter Buechs                |
| 5 janvier 1941 - 5 juin 1942       | General der Infanterie | Kurt von Tippelskirch        |
| 5 juin 1942 - 29 octobre 1943      | Generalleutnant        | Thomas-Emil von Wickede      |
| Septembre 1943                     | Generalleutnant        | Paul Winter                  |
| 29 octobre 1943 - 5 novembre 1943  | Generalmajor           | Gerhard Henke                |
| 5 novembre 1943 - 15 mars 1944     | General der Infanterie | Wilhelm Hasse                |
| 15 mars 1944 - 15 août 1944        | Generalleutnant        | Hans von Basse               |
| 15 août 1944 - 30 janvier 1945     | Generalmajor           | Otto Barth                   |
| 30 janvier 1945 - 8 mai 1945       | Generalleutnant        | Albert Henze (en)            |

### Rattachement
| Date          | Armeekorps | Armee        | Heeresgruppe |
| 1939          |            |              |              |
| ------------- | ---------- | ------------ | ------------ |
| 1er septembre | z. Vfg.    | 8. Armee     | Sud          |
| 28 septembre  | z. Vfg.    | 5. Armee     | C            |
| 8 octobre     | z. Vfg.    | Armee-Abt. A | C            |
| 10 octobre    | XII        | 4. Armee     | B            |
| 23 octobre    | XXVII      | 4. Armee     | B            |
| 27 octobre    | XXVI       | 6. Armee     | B            |
| 5 novembre    | XXII       | 6. Armee     | B            |
| 1940          |            |              |              |
| Janvier       | XXII       | 6. Armee     | B            |
| 20 mai        | XI         | 6. Armee     | B            |
| 31 mai        | z. Vfg.    | -            | B            |
| 2 juin        | IV         | 9. Armee     | B            |
| 5 juin        | XXVIII     | 6. Armee     | A            |
| 7 juin        | z. Vfg.    | -            | B            |
| Août          | X          | 9. Armee     | A            |
| Septembre     | V          | 16. Armee    | A            |
| 1941          |            |              |              |
| Janvier       | V          | 16. Armee    | A            |
| Mai           | XXIII      | 15. Armee    | D            |
| 9. Mai        | X          | 16. Armee    | Nord         |
| 1942          |            |              |              |
| Janvier       | X          | 16. Armee    | Nord         |
| 8 février     | II         | 16. Armee    | Nord         |
| 1943          |            |              |              |
| Janvier       | II         | 16. Armee    | Nord         |
| 18 mars       | X          | 16. Armee    | Nord         |
| 1944          |            |              |              |
| Janvier       | X          | 16. Armee    | Nord         |
| Mars          | XXXVIII    | 18. Armee    | Nord         |
| Avril         | XXVIII     | 18. Armee    | Nord         |
| Octobre       | X          | 18. Armee    | Nord         |
| Décembre      | I          | 18. Armee    | Nord         |
| 1945          |            |              |              |
| Janvier       | X          | 18. Armee    | Nord         |
| Février       | X          | 18. Armee    | Kurland      |

## Théâtres d'opérations
- Pologne: Septembre 1939 - Mai 1940
  - 1er septembre au 6 octobre 1939 : Campagne de Pologne
- Belgique, Pays-Bas et France: Mai 1940 - Juin 1941
- Front de l'Est, secteur Nord: Juin 1941 - Mai 1945
  - 8 février - 2 mai 1942 : Poche de Demiansk

## Ordre de bataille
1939
- Infanterie-Regiment 6
- Infanterie-Regiment 26
- Infanterie-Regiment 46
- Radfahr-Schwadron 30
- Artillerie-Regiment 30
  - I. Abteilung
  - II. Abteilung
  - III. Abteilung
  - I./Artillerie-Regiment 66
- Beobachtungs-Abteilung 30
- Pionier-Bataillon 30
- Panzerabwehr-Abteilung 30
- Nachrichten-Abteilung 30
- Feldersatz-Bataillon 30
- Versorgungseinheiten 30

1942
- Grenadier-Regiment 6
- Füsilier-Regiment 26
- Grenadier-Regiment 46
- Radfahr-Abteilung 30
- Artillerie-Regiment 30
  - I. Abteilung
  - II. Abteilung
  - III. Abteilung
  - I./Artillerie-Regiment 66
- Pionier-Bataillon 30
- Panzerjäger-Abteilung 30
- Nachrichten-Abteilung 30
- Feldersatz-Bataillon 30
- Versorgungseinheiten 30

1943-1945
- Grenadier-Regiment 6
- Füsilier-Regiment 26
- Grenadier-Regiment 46
- Füsilier-Bataillon 30
- Artillerie-Regiment 30
  - I. Abteilung
  - II. Abteilung
  - III. Abteilung
  - I./Artillerie-Regiment 66
- Pionier-Bataillon 30
- Panzerjäger-Abteilung 30
- Nachrichten-Abteilung 30
- Feldersatz-Bataillon 30
- Versorgungseinheiten 30

## Sources
- https://www.youtube.com/watch?v=FwDM4EHuK2Y